# ليوبولد كوزلوفسكي
ليوبولد كوزلوفسكي (بالإنجليزية: Leopold Kozłowski - باليديشية: לעאָפּאָלד קאָזלאָווסקי)، من مواليد 26 نوفمبر 1918 في بيرميشلياني - Przemyślany قرب لفيف وتوفي 12 مارس 2019 في كراكوف، هو عازف بيانو وملحن، موصل البولندي.
ممثل تقاليد الكليزمر في بولندا ، هو الملقب ب "كليزمر الأخير من غاليسيا (أوروبا الوسطى)"

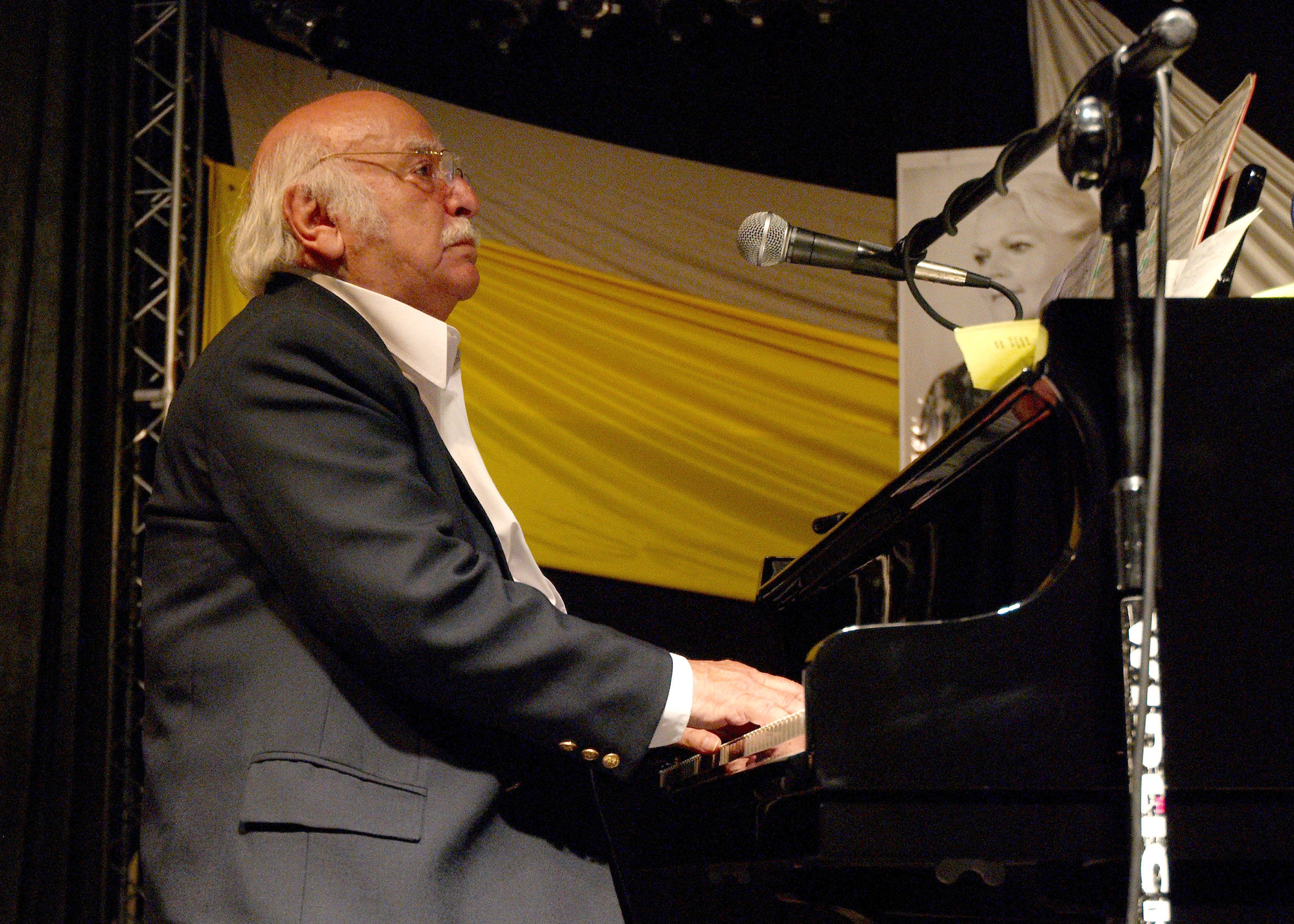
ليوبولد كوزلوفسكي

## وصلات خارجية
- ليوبولد كوزلوفسكي على موقع IMDb (الإنجليزية)
- ليوبولد كوزلوفسكي على موقع ميوزك برينز (الإنجليزية)
- ليوبولد كوزلوفسكي على موقع أول ميوزيك (الإنجليزية)
- ليوبولد كوزلوفسكي على موقع ديسكوغز (الإنجليزية)